# MusiQualité
musiQualité.net était un magazine hebdomadaire sur le net qui est mis à jour tous les mardis matin. Il n'est actuellement plus actif, et plus accessible du tout en ligne.
On peut aussi le considérer comme un webzine. 
Il a été créé en octobre 2003 par Olivier Chappe (journaliste professionnel) et Simon Lamellière (rédacteur/graphiste). 

## L'histoire de musiQualité
musiQualité est la continuité du site Paunet.net, né en 1999 des idées de Christophe Larrouturou, Christophe Dumont et  Eric Nahon. Ce site fut le premier portail régional du Béarn[réf. nécessaire]. En 2000, il est devenu webzine musical. Son rédacteur en chef (et unique rédacteur !) était Eric Nahon, mais plus tard, d'autres journalistes tels qu'Olivier Chappe ou Marie Charrel ont rejoint l'équipe.
Fin 2003, Paunet.net change d'orientation. Le responsable le transforme en un site pratique sur la ville de Pau, et supprime toutes les parties culturelles. Olivier Chappe se propose alors de récupérer le contenu (articles, interviews…) pour l'intégrer dans un nouveau site. Il fait ensuite appel à Simon Lamellière qui se chargera de la programmation et de la maquettisation du site.
Ainsi est né musiQualité.net. Dès les premières semaines, Olivier Chappe demande des petits coups de pouces à ses amis journalistes pour alimenter le tout jeune site en contenu. Se joignent alors à l'équipe: Marie Charrel, Julien Cottineau et Olivier Sibille.
Au fil du temps, musiQualité évolue. Le site change de peau à trois reprises, change de formule. L'équipe s'agrandit (voir ci-après), la fréquentation augmente. Début 2006, musiQualité a trouvé sa vitesse de croisière, avec plus de 1000 visites par jour. Le rythme de parution des chroniques, articles et interviews est quotidien, le site est divisé en quatre rubriques (Chanson/folk/variété, Electro, Pop/Rock, World/Jazz).

## Informations pratiques
- Forme Juridique: Association loi 1901 (Musiqualité.net)
- Hébergement: Celeonet
- Parution: hebdomadaire, tous les mardis matin avec envoi d'une lettre d'information.